# Smilax panamensis
Smilax panamensis là một loài thực vật có hoa trong họ Smilacaceae. Loài này được Morong miêu tả khoa học đầu tiên năm 1894.